# Estadio Agia Sofía
El Estadio Agia Sofía (en griego: Στάδιο Αγιά Σοφιά), conocido como OPAP Arena por motivos de patrocinio, es un estadio de fútbol ubicado en Nea Filadelfeia, un barrio al noroeste de Atenas, Grecia, es propiedad del AEK Atenas y posee una capacidad para 32.500 espectadores. El estadio fue construido exactamente en el mismo lugar donde se encontraba el legendario estadio del club, el estadio Nikos Goumas.
El nombre del estadio hace alusión a la iglesia de Santa Sofía en Estambul, la simbólica catedral bizantino-cristiana, de manera de recordar las raíces del club en la ciudad de Constantinopla (hoy Estambul). La instalación también se conoce con el nombre de OPAP Arena, la Organización Griega de Pronósticos de Fútbol SA, que obtuvo los derechos de denominación durante cinco años, a partir de 2022.

## Historia
En 1926, el terreno en Nea Filadelfeia que originalmente se había reservado para viviendas de refugiados fue donada como campo de entrenamiento para los refugiados griegos. Se construyó un estadio en el sitio en 1930, llamado "Nikos Goumas", y se convirtió en el estadio del AEK de Atenas hasta su demolición en 2003.
En 2003, Giannis Granitsas, presidente del AEK en ese momento, abogó por demoler el estadio con el interés de erigir uno nuevo en el mismo lugar, citando que el estadio resultó gravemente dañado por el terremoto de Atenas de 1999. Su plan era construir un nuevo estadio en el mismo sitio, que incluiría también un pabellón cubierto de baloncesto y un centro comercial. El objetivo era que el estadio estuviera listo para los Juegos Olímpicos de Atenas 2004.
Sin embargo, poco después la construcción del nuevo estadio fue detenida por el Consejo de Estado, que decidió que los planes de construcción del estadio eran contrarios a la Constitución de Grecia.
En 2007, el presidente del AEK Atenas, Demis Nikolaidis, estaba desarrollando un proyecto para construir un estadio con capacidad para 50.000 espectadores en Ano Liosia. El plan fue cancelado debido a la falta de apoyo de los fanáticos y la falta de fondos.
Tras la quiebra y descenso del AEK Atenas en 2013, Dimitris Melissanidis asumió la reorganización del club y recuperó el plan de Hagia Sophia en una rueda de prensa celebrada el 10 de julio de 2013.
La primera presentación del estadio tuvo lugar el 2 de octubre de 2013 en el salón Miltos Kountouras de la Escuela Secundaria Nea Filadelfia. El director del proyecto del estadio Dimitris Andriopoulos anunció las primeras características e instalaciones. El estadio cumplirá con los criterios para ser de cuatro categorías en las categorías de estadios de la UEFA , tendrá una capacidad de 32.500 y tendrá 40 suites. Habrá un museo sobre los refugiados griegos que partieron de Asia Menor en 1922. Ofrecerá entre 1500 y 2000 puestos de trabajo durante su construcción y entre 250 y 400 puestos de trabajo permanentes cuando se construya. Se esperaba que la construcción del estadio comenzara en 2014 y terminara en 2015. También se expusieron las primeras imágenes del estadio. El estadio está diseñado según las murallas de Constantinopla, donde se originó el club, y se parecerá a un castillo desde el exterior.
La gran presentación del estadio tuvo lugar el 6 de noviembre de 2013 en el Centro Cultural Onassis de Atenas, que contribuirá económicamente a la construcción del estadio. Un fondo simbólico también fue donado por el Patriarcado Ecuménico de Constantinopla. Se presentó información técnica del estadio y se ilustraron sus instalaciones en un video de 20 minutos.
El plan para la construcción del estadio fue dado a conocer en consulta pública por el Ministerio de Reconstrucción Productiva, Ambiente y Energía el 22 de julio de 2015. El proceso se completaría en 45 días. El municipio de Filadelfeia-Chalkidona presentó una solicitud de prórroga de la consulta pública por 45 días adicionales, que fue aceptada. La consulta finalmente concluyó el 24 de noviembre de 2015.
El 28 de enero de 2016, la reunión de la Región Administrativa de Ática aprobó el Estudio de Impacto Ambiental del proyecto. El ministro de Medio Ambiente y Energía, Panos Skourletis, firmó el Estudio de Impacto Ambiental del estadio el 31 de marzo de 2016.

## Financiamiento y construcción
Los costos netos para la construcción del estadio Aghia Sophia fueron calculados en un total de 81,7 millones de euros, con tres fases de asignación de fondos (25, 20 y 14,7 millones, respectivamente). La administración regional de Ática también contribuyó a los costos de construcción, por un total de 20 millones. El importe restante fue financiado por la empresa Dikefalos 1924, entidad financiera creada específicamente para la construcción del estadio.
Tras la aprobación final del proyecto, la construcción del nuevo estadio comenzó el 28 de julio de 2017. La primera fase de construcción de los cimientos se completó el 5 de diciembre de 2017. La segunda fase de construcción del estadio real, que comenzó el 12 de febrero de 2018, fue gestionado operativamente por Ermonassa SA y finalizó en el verano de 2022.

## Inauguración y funcionamiento

Estatua del águila bicéfala a la entrada del estadio Agia Sofía

El estadio fue inaugurado el 30 de septiembre de 2022 en una ceremonia especial celebrada en presencia de 32.000 personas. En el acto inaugural estuvieron presentes varios futbolistas veteranos del AEK, mientras que la consagración la realizaron jerarcas de la Iglesia ortodoxa de Grecia.
El primer partido tuvo lugar el 3 de octubre de 2022, con el AEK venciendo al Ionikos por 4-1 en la 6.ª jornada de la Superliga 2022-23. El centrocampista serbio Mijat Gaćinović se convirtió en el primer futbolista en anotar en el "OPAP ARENA - Hagia Sophia". 
El estadio fue votado como Estadio del año 2022 en una encuesta realizada por el sitio especializado Stadiumdb.com, al mejor recinto inaugurado en 2022.
El 7 de marzo de 2023, el comité de la Federación Helénica de Fútbol anunció que el estadio Agia Sophia sería la sede de la Selección de Grecia para la fase de clasificación de la UEFA Euro 2024. Sin embargo, la Selección de Grecia jugó su primer partido internacional de carácter amistoso en el estadio Agia Sophia el 23 de marzo de 2023 contra Selección de Lituania. El partido acabó empate a 0 y se celebró ante 15.000 personas.

## Partidos de laselección de fútbol de Grecia
| Competición             | Fecha                    | Rival        | Resultado | Asistencia |
| ----------------------- | ------------------------ | ------------ | --------- | ---------- |
| Amistoso                | 27 de marzo de 2023      | Lituania     | 0–0       | 15 000     |
| Clasificación Euro 2024 | 16 de junio de 2023      | Irlanda      | 2–1       | 18 079     |
| Clasificación Euro 2024 | 10 de septiembre de 2023 | Gibraltar    | 5–0       | 19 079     |
| Clasificación Euro 2024 | 16 de octubre de 2023    | Países Bajos | 0–1       | 20 326     |
| Clasificación Euro 2024 | 21 de noviembre de 2023  | Francia      | 2–2       | 20 079     |
| Clasificación Euro 2024 | 21 de marzo de 2024      | Kazajistán   | 5–0       | 25 200     |

## Finales de Competiciones Europeas
Sobre el césped del Agia Sofía de Nea Filadelfeia (Atenas) se ha disputado una final de competición europea:
| 29 de mayo de 2024, 21:00      | Olympiacos          | 1-0 (0-0; 0-0)) (t. s.) | Fiorentina | Agia Sofía, Nea Filadelfeia (Atenas)                                     |                                                                          |
|                                | Ayoub El Kaabi 116' | Reporte                 |            | Asistencia: 26 842 espectadores Árbitro(s): Artur Soares Dias (Portugal) | Asistencia: 26 842 espectadores Árbitro(s): Artur Soares Dias (Portugal) |
| Final Liga Conferencia 2023-24 |                     |                         |            |                                                                          |                                                                          |

## Galería de fotos

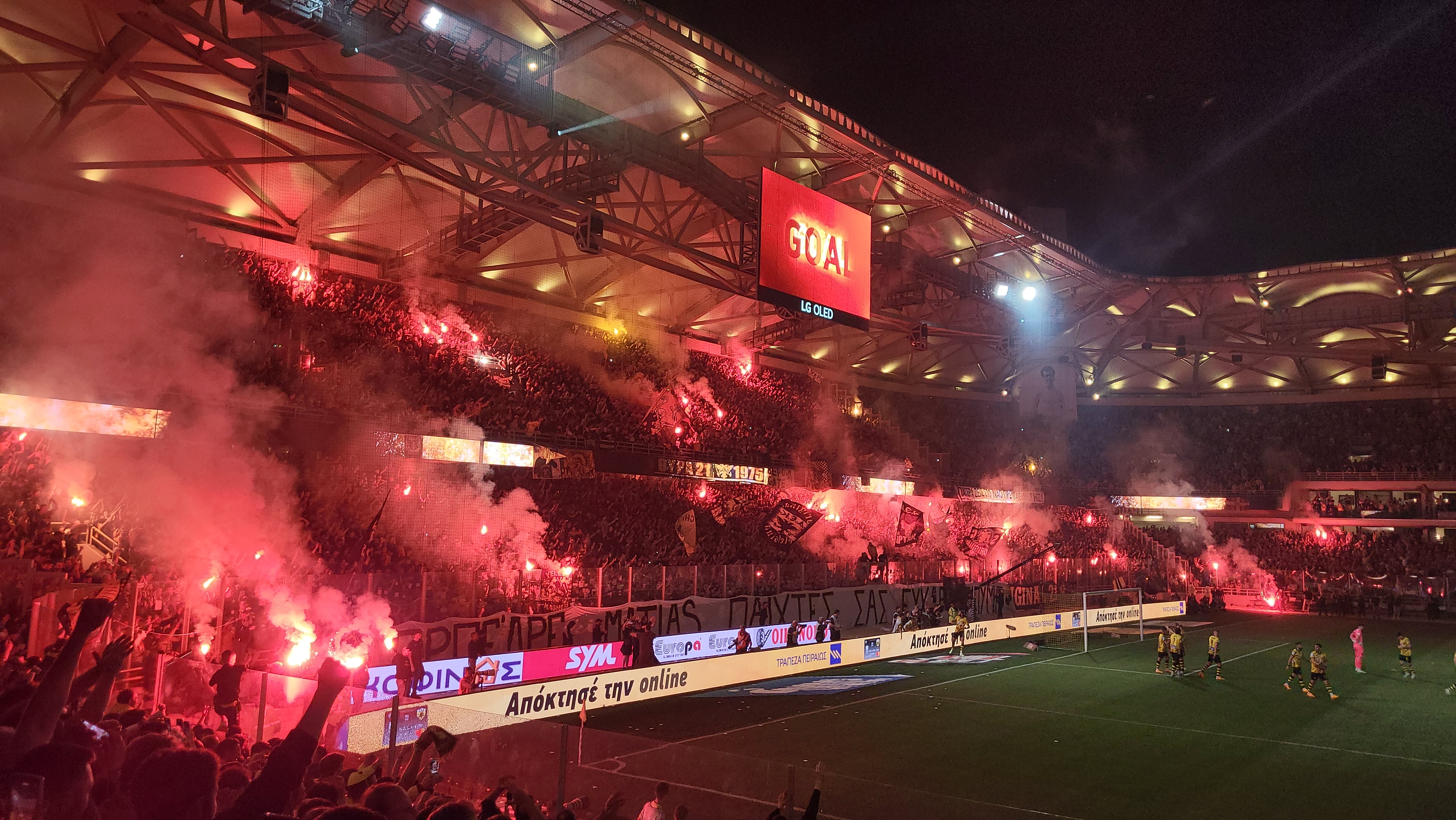
Los aficionados del AEK durante una victoria liguera en el estadio Agia Sofía.